# 罗马化
羅馬化（英語：Romanization），又稱拉丁化（Latinization），是語言學中將不是拉丁字母（又稱羅馬字母）形式的文字系统，轉換成拉丁字母的过程。主要是将被转换系统裡的非拉丁文字，按照转写系统的规则和转写表，忠实地将字符（也包括字符的附加符号及单音素双字符）对号入座地转写成转换系统裡的拉丁字符。被转换系统与转换系统的字符也可以逆向转写。
羅馬化的方案有很多，包括用以表達書面語的音譯、和用以表達口語的轉錄。後者可以再被分為兩類：音位轉錄，用以記錄音素或者一段說話裡的語義數量。和更嚴格的標音轉錄來記錄說話聲音。而每一個羅馬化方案均有一套獨立的規則，規定了每一個已羅馬化字元的發音。除了拼音文字之外，現今唯一徹底採用語素文字系統的漢字也從近代起出現羅馬化方案，但並未完全取代漢字原有的功能。
類似羅馬化的文字轉寫型式還有「西里爾化」（又稱「斯拉夫化」），即把一個語言音譯或轉錄成西里爾字母的過程。

## 羅馬化方案

### 字母轉寫
如果使用羅馬化方案去把原來的字詞去音譯的話，最基本的原則就是把本來語言裡的字母，逐一音譯到目標語言之中。這個方法的特色，就是過程中並不著重在目標語言裡的實際發音。例如，使用日語的訓令式羅馬字的話，就容許讀者可以百分之百地，憑拼音去重組成日語的片假名音節。但這個方案需要事前對日語有一定的知識。

### 轉錄

#### 音位轉錄
但是，大部份的羅馬化方案都以一般讀者為主。就是說讀者事前並不需要對本來語言有認識，反而應該提起讀者對本來語言如何發音的興趣。這樣的羅馬化方案大多根據音位轉錄原則，嘗試把在本來語言裡，每一個音位的發音，盡量準確地轉錄，使到操目標語言的人都能發到貼近的發音。日語裡的平文式羅馬字（或稱黑本式羅馬字）就是一個很好的例子，這個羅馬化方案是為英語使用者而設的。

#### 語音轉錄
語音轉錄方案則更進一步，這個方案嘗試把本來語言裡所有的音位描繪出來。有時可能會犧牲目標語言裡的閱讀性，使用在目標語言裡沒有的字母。國際音標字母就是一個在標音轉錄裡最常用的系統。

### 取捨
對於大部份的語言來說，建立一套可用性的羅馬化方案都會涉及需要在兩個極端裡進行取捨。純正的轉錄被普遍認為是不可能的，因為多會發生諸如在本來語言裡的發音和區別，不可能在目標語言裡表現出來。但如果硬要表現出來的話，就會使羅馬化後的字眼變得複雜。
一般來說，除了一部份學者之外，羅馬化方案都傾向以音位轉錄形式出現。舉個例子，日本武術“柔術”這一詞，使用訓令式羅馬字的話，就會變成“zyūzyutu”。這樣一來可以讓本身懂日語的人去重組成假名的。但使用平文式羅馬字的話就會變成“jūjutsu”，人們會較易猜到這個詞語本來的日語發音。

## 不同書寫系統的羅馬化方案

### 阿拉伯字母
阿拉伯字母是用來書寫阿拉伯語、波斯語和烏爾都語。其羅馬化方案如下：
- 德國摩爾根蘭學會[1]（1936年）：被羅馬的國際東方學者會議所使用，是以漢斯-威海辭典(ISBN 0879500034)為基礎所發展的方案。
- BS 4280（1968年）：由英國標準協會[2]發展的方案。
- 標準阿拉伯語技術性音譯系統（1970年代）：由美國軍隊發展的方案。
- 聯合國地名專家組（1972年）[3]
- DIN-31635（1982年）：由德國標準化協會所發展的方案。
- ISO 233（1984年）：國際標準化組織的音譯方案。
- 卡拉姆（1985年）：一套著重保留字母串法，犧牲了發音的方案。 [4]
- ISO 233-2（1993年）：國際標準化組織的簡化音譯方案。
- 畢克華爾特音譯方譯（1990年代）：由施樂研究中心的添·畢克華爾特先生所發明的系統。[5]這個系統並不需要一些特別的發音區別符號。[6]
- 美國國會圖書館標準方案（1997年）[7]

### 希伯來語字母

#### 希伯來語
- 美國國家標準學會 Z39.25（1975年）
- 聯合國地名專家組（1977年）[8]
- ISO 259（1984年）：國際標準化組織的音譯方案。
- ISO 259-2（1994年）：國際標準化組織的簡化音譯方案。
- ISO/DIS 259-3：國際標準化組織的音位轉錄方案
- 美國國會圖書館標準方案 [9]

### 婆羅米字母
婆羅米字母用以書寫印度大陸和東南亞地方語言的書寫系統。長久以來，西方都是透過其羅馬化音譯去研究梵文以及其他印度文字。自英國的東方學者威廉·瓊斯爵士之後，不同的印度文字音譯方案亦隨之推出。
- ISO 15919（2001年）：國際標準化組織的音譯方案。這套方案以發音區別符號去標示大量的婆羅米子音及母音。[11]而天城文獨有的部份在學術標準上也被同化。國際梵文音譯字母及美國國會圖書館的標準[12]
- 哈佛-京都轉寫：使用大楷、小楷及雙字母以避免使用發音區別符號，及限制使用範圍至7位元的美國信息互換標準代碼（ASCII）標準。
- 印度語言音譯：由Avinash Chopde發明的一套7位元ASCII標準的音譯方案，常見於Usenet網絡。
- HTML用梵文音譯字母：源自阿根廷，同樣兼容7位元的ASCII標準。[13]
- 印度文字信息互換代碼方案（1988年）
- 加爾各答國家圖書館羅馬化

### 漢语文字
漢語的羅馬化，在某些層面上被証明是一個困難的問題，因為同時涉及政治考慮。另一個困難之處，就是漢語並非表音文字，而是意音文字。所以大部份的羅馬化方案並非直接把漢字轉換，而是建基於類似漢語拼音之上。

#### 現代標準漢語
- 美國國會圖書館標準方案：和威妥瑪拼音類似的方案[15], 但在2000年已經被轉換成漢語拼音。 [16]
- 法國遠東學院拼音：由法國遠東學院於19世紀發明，主要於法國使用。
- 拉丁化新文字（1926~1928年）：把音調省略，主要於前蘇聯及中共占领区使用，是漢語拼音的前身。
- 德國式拼音：主要於德國使用。
- 郵政式拼音（1906年）：早期的國際地址標準。
- 威妥瑪拼音（1912年）：音譯方案，在中國大陸常用於第二次世界大戰之前，在台灣現今仍用於縣市級以上之地名及大多台灣人名。
- 耶魯拼法（1942年）：由美國所創，用於戰地通訊。
- 捷克拼音：主要於捷克和斯洛伐克使用。

##### 中華人民共和國
- 漢語拼音（1958年）：在中華人民共和國，這套方案已經被官方確認為羅馬化漢語的標準方案。多數用於教授母語並非普通話的學生，學習普通話時使用的學習工具。這套方案亦被國際社會普遍所接受，作為拼寫中文或名字時的標準。漢語拼音價值在於中國地大物博，人口之多，與其他面積和人口相若的國家一樣，出現了多種漢語方言。所以需要有一套統一的書寫系統和語言去進行溝通。
- ISO 7098（1991年）：國際標準化組織的方案，與漢語拼音非常相似。

##### 中華民國
- 威妥瑪拼音：通用拼音始為官方系統前，多數中華民國地名、路名與中華民國國民姓名多以此一拼音系統拼寫。
- 國語羅馬字（1926年）：中華民國教育部於1926年正式公佈後在於全中國地域使用。1949年後則於台灣地區繼續使用，後來才被注音符號第二式所取代。
- 注音符號第二式（1986年）：主要於中華民國使用，目前仍普遍用於以兒童為對象的公共場合或機構。
- 通用拼音（2000年）：主要於中華民國。[17]

#### 標準南京官話
- 南京話拼音方案

#### 標準粵語
- 教育學院拼音方案：香港教育局、考評局承認的方案
- 廣州話拼音方案：饒秉才在廣東省教育部門方案基礎上的修訂版本
- 香港政府粵語拼音：香港政府拼寫人名、地名的方案
- 香港語言學學會粵語拼音方案（粵拼，1993年）：香港語言學學會方案
- 澳門葡式粵語拼音：澳門政府拼寫人名、地名的方案
- Meyer-Wempe
- 劉錫祥拼音
- 耶魯粵語拼音（1942年）
- 黃錫凌羅馬拼音
- 寬式國際音標

#### 吳語
- 拉丁化新文字（江南話）

#### 閩南語
- 教會羅馬字（白話字）
- 台灣閩南語羅馬字拼音方案
- 臺語通用拼音
- 台灣方言音符號
- 潮州白話字

#### 閩東語／福州話
- 平話字

#### 传教士罗马化语言办报
- 发端：19世纪末，在中国的欧洲、美国传教士再次掀起兴办中文报刊的高潮。以美国佐治亚州的传教士编辑林乐知为首的一批传教士编辑认识到了非教会报纸具有广泛传播的可能性。为了扩大报刊的发行量，就需要使用更加通俗易懂的文字。作为针对文盲读者的极端方法，他们开始使用罗马化语言。他们起初曾持怀疑态度，因为这意味着报刊的传播元素将与汉字方块字彻底分离。这不仅预示着字母文字的引进，而且暗示了一种基于新文字的文学体系的形成。
- 莱普修斯字母表：德国传教士倾向于卡尔·理查德·莱普修斯字母表
- 威廉·琼斯字母表：英国传教士倾向于推行威廉·琼斯的字母表
- 成果：在中国东南沿海方言丰富多变的地区，罗马化语言办报的计划取得了些许成功。例如，厦门土话约有800个音节，相比之下，在中国四分之三地区通用的标准官话只有420个音节。虽然不同地区的官话略有变化，但后来还是成为了全国性的标准语言。在香港，崇真会（巴色会）传教士娄士（G.Reusch）于1882年用罗马化的客家方言编纂一份插图月刊，每年订阅价为20美分。[18]在台湾，英國長老會差會的巴克礼（Thomas Barclay）创办一份用罗马拼音化的白话字印刷的教会月刊《台南府城教会报》（后更名台灣教會公報）。在汕头，英国长老会的传教士汲约翰（J.C.Gibson）也办过類似的《潮惠會報》，只是後來都因時局原因而停止，但白話字仍在民間傳承。相反的，官话实行罗马化或者演变为单纯的拼音文字都不适用，因为它具有太多的同音异义字。因此，大多数传教士报刊不仅使用汉字印刷，而且采用中国传统的书册式报刊形制。

### 日文
羅馬化，在日語裡稱作羅馬字（ローマ字）。
- 平文式羅馬字（1867年）：音位轉錄方案。
- 日本式羅馬字（1885年）：音譯方案，於1989年成為了ISO 3602嚴謹標準。
- 训令式罗马字（1937年）：音譯方案，後來成為了ISO 3602標準。
- JSL（英语：JSL romanization）（1987年）
- 美國國會圖書館標準方案：與平文式羅馬字相似的一套方案。[19]
- 文字處理器式羅馬字

### 諺文

#### 韩语
- 馬科恩-賴肖爾轉寫系統（1937年）：直至2002年為止，都是南韓官方的韓語羅馬化方案。現時此系統仍於北韓使用。
- 羅馬字標記法修正案（2000年）：在2005年，南韓政府正式使用這套已於2000年批准的方案。路牌和教科書已經開始逐步跟隨，政府估計此刻修訂需要花費至少20億美元。但人名拼音仍然可以按照個人意願，但政府會強烈建議使用新方案。
- 耶魯拼法（1942年）：這套方案主要應用於學術文學層面。
- 美國國會圖書館標準方案：與McCune-Reischauer式大致上相同。[20]
- ISO/TR 11941（1996年）：這套方案其實是由兩個方案所組成，分別為南北韓兩個國家所提出。最初提交上國際標準化組織的方案，是經過雙方努力的成果（方案主要以耶魯方案為基礎）。但在最後階段，雙方出現方歧，導致出現了兩個方案。[21]

#### 吉阿吉阿語
吉阿吉阿語原本没有文字。从2008年开始，当地与韩国训民正音学会采用谚文字母作为其现代化的文字，但后来废止了。
- 吉阿吉阿語罗马化方案

### 泰文

#### 泰语
泰語主要於泰國使用，有自己的一套文字去書寫。該套書寫系統可能是由古高棉傳過來，屬於婆羅米文字的一種。請參閱泰語字母。
- 皇家泰語轉寫通用系統
- 美國國會圖書館標準方案[22]
- ISO 11940（1998年）：國際標準化組織的音譯方案。

### 西里爾字母
在語言學中，西里爾字母和格拉哥里字母都使用了科學音譯。同樣情況亦應用於古教會斯拉夫語，以及現代的各個斯拉夫語族，因為他們同樣使用這些字母。

#### 白俄羅斯語
白俄羅斯語同時使用了西里爾字母和拉丁字母。但時至今日，縱使仍然有使用拉丁字母（正式名稱為Łacinka或Łacinica）的擁護者，但已經幾乎絕跡。但姑勿論本來的拉丁字母存在與否，白俄羅斯語的名字一般按俄語的習慣被翻譯。
| 例字                                                                                     | 例字        |
| Łacinka字母                                                                              | 羅馬化後    |
| ---------------------------------------------------------------------------------------- | ----------- |
| Homiel                                                                                   | Homyel'     |
| Mahiloŭ                                                                                  | Mahilyow    |
| Viciebsk                                                                                 | Vitsebsk    |
| Baranavičy                                                                               | Baranavichy |
| Žytkavičy                                                                                | Zhytkavichy |
| 文獻                                                                                     |             |
| - 白俄羅斯國家羅馬化系統 - 美國國會圖書館標準方案 - BGN/PCGN - ISO 9：國際標準化組織方案 |             |

#### 俄語
現時並沒有一套國際公認把俄語翻譯成羅馬字母的方案—事實上已經有很多套方案存在：有時會稍作調整以迎合某些特定語言（例如德語和法語），而有些則設計為圖書館音譯之用，有些則為翻譯俄羅斯旅客護照之用。有時，有些名字的音譯則是以傳統為主。這樣一來，同一個名字會重複出現很多次。例如，俄國著名作曲家柴可夫斯基可以被譯成以下名字：Tchaykovsky, Tchajkovskij, Tchaikowski, Tschaikowski, Czajkowski, Čajkovskij, Čajkovski, Chajkovskij, Chaykovsky, Chaykovskiy, Chaikovski等等。
- BGN/PCGN（1947年）：美國地名委員會的方案[24]
- GOST 16876-71（1983年）：前蘇聯的國家標準委員會，測量及地圖繪製部門的方案。[25]
- 聯合國標準（1987年）：以GOST方案上作基礎，在俄羅斯國內及國外的繪圖產品都開始被大量廣泛使用。
- ISO 9（1995年）：國際標準化組織的音譯方案。
- 美國國會圖書館標準方案（1997年）[26]
- Volapuk編碼（1990年）：這是一個人們為了方便在網絡上，使用拉丁字母傳送訊息，而使用的非正統俄語羅馬化方案。（這裡不是指沃拉普克語）
- 維基百科內部標準（2004年）：從BGN/PCGN拼法引伸出來，特別於網上實際應用尤為重要。

#### 烏克蘭語
烏克蘭的人名多以音位轉錄形式翻譯。烏克蘭國家系統主要於翻譯烏克蘭地名時使用。
- 美國國會圖書館標準方案[27]
- ISO 9 國際標準化組織的音譯方案。
- 烏克蘭國家系統[28]
- 烏克蘭國家及BGN/PCGN系統，聯合國地名專家組[29][30]

### 希臘字母
希臘語包括現時在希臘地區使用的語言，及古代的多音調拼字法。
- ISO 843（1997年）：國際標準化組織方案 [31]
- 美國國會圖書館標準方案[32]

### 格鲁吉亚字母

#### 格鲁吉亚语
ISO 9984是把现代格鲁吉亚语罗马化的系统。

## 總結
以下的表格列出了把不同字母或書寫系統，作音位轉錄羅馬化後的結果。雖然對大部份使用者來說已經足夠，但是每一個字母始終還有幾個譯法和其他例外例子。詳情請參閱以下各個語言的相關條目。（由於韓語字母數量過於龐大，所以本表格只列出第一個字母）
| 羅馬化後 | 希臘語  | 俄語 | 希伯來語        | 阿拉伯語         | 日語片假名 | 韓語 |
| A        | A       | А    | ַ, ֲ, ָ            | دَ, دَ, ﺍ — ﺎ, دَىا | ア         |      |
| AI       |         |      | י ַ              |                  |            |      |
| B        |         | Б    | בּ               | ﺏ ﺑ ﺒ ﺐ          |            | ㅂ   |
| CH       | Χ       | Ч    |                 |                  |            | ㅊ   |
| CHI      |         |      |                 |                  | チ         |      |
| D        | Δ       | Д    | ד               | ﺩ — ﺪ, ﺽ ﺿ ﻀ ﺾ   |            | ㄷ   |
| DH       |         |      |                 | ﺫ — ﺬ            |            |      |
| E        | Ε       | Э    | , ֱ, י ֵֶ, ֵ, י ֶ    |                  | エ         |      |
| F        | Φ       | Ф    | פ (final ף )    | ﻑ ﻓ ﻔ ﻒ          |            |      |
| FU       |         |      |                 |                  | フ         |      |
| G        | Γ       | Г    | ג               |                  |            | ㄱ   |
| GH       |         |      |                 | ﻍ ﻏ ﻐ ﻎ          |            |      |
| H        |         |      | ח, ה            | ﻩ ﻫ ﻬ ﻪ, ﺡ ﺣ ﺤ ﺢ |            | ㅎ   |
| HA       |         |      |                 |                  | ハ         |      |
| HE       |         |      |                 |                  | ヘ         |      |
| HI       |         |      |                 |                  | ヒ         |      |
| HO       |         |      |                 |                  | ホ         |      |
| I        | Η, Ι, Υ | И    | ִ, י ִ            | دِ                | イ         |      |
| IY       |         |      |                 | دِي               |            |      |
| J        |         | Ж    |                 | ﺝ ﺟ ﺠ ﺞ          |            | ㅈ   |
| JJ       |         |      |                 |                  |            | ㅉ   |
| K        | Κ       | К    | כּ (final ךּ ), ק | ﻙ ﻛ ﻜ ﻚ          |            | ㅋ   |
| KA       |         |      |                 |                  | カ         |      |
| KE       |         |      |                 |                  | ケ         |      |
| KH       |         | Х    | כ (final ך )    | ﺥ ﺧ ﺨ ﺦ          |            |      |
| KI       |         |      |                 |                  | キ         |      |
| KK       |         |      |                 |                  |            | ㄲ   |
| KO       |         |      |                 |                  | コ         |      |
| KU       |         |      |                 |                  | ク         |      |
| L        | Λ       | Л    | ל               | ﻝ ﻟ ﻠ ﻞ          |            |      |
| M        | Μ       | М    | מ (final ם )    | ﻡ ﻣ ﻤ ﻢ          |            | ㅁ   |
| MA       |         |      |                 |                  | マ         |      |
| ME       |         |      |                 |                  | メ         |      |
| MI       |         |      |                 |                  | ミ         |      |
| MO       |         |      |                 |                  | モ         |      |
| MU       |         |      |                 |                  | ム         |      |
| N        | Ν       | Н    | נ (final ן )    | ﻥ ﻧ ﻨ ﻦ          |            | ㄴ   |
| NA       |         |      |                 |                  | ナ         |      |
| NE       |         |      |                 |                  | ネ         |      |
| NI       |         |      |                 |                  | ニ         |      |
| NO       |         |      |                 |                  | ノ         |      |
| NU       |         |      |                 |                  | ヌ         |      |
| O        | Ο, Ω    | О    | , ֳ, וֹ           |                  | オ         |      |
| P        | Π       | П    | פּ (final ףּ )    |                  |            | ㅍ   |
| PP       |         |      |                 |                  |            | ㅃ   |
| PS       | Ψ       |      |                 |                  |            |      |
| Q        |         |      |                 | ﻕ ﻗ ﻘ ﻖ          |            |      |
| R        | Ρ       | Р    | ר               | ﺭ — ﺮ            |            | ㄹ   |
| RA       |         |      |                 |                  | ラ         |      |
| RE       |         |      |                 |                  | レ         |      |
| RI       |         |      |                 |                  | リ         |      |
| RO       |         |      |                 |                  | ロ         |      |
| RU       |         |      |                 |                  | ル         |      |
| S        | Σ       | С    | ס, שֹ            | ﺱ ﺳ ﺴ ﺲ, ﺹ ﺻ ﺼ ﺺ |            | ㅅ   |
| SA       |         |      |                 |                  | サ         |      |
| SE       |         |      |                 |                  | セ         |      |
| SH       |         | Ш    | ש               | ﺵ ﺷ ﺸ ﺶ          |            |      |
| SHCH     |         | Щ    |                 |                  |            |      |
| SHI      |         |      |                 |                  | シ         |      |
| SO       |         |      |                 |                  | ソ         |      |
| SS       |         |      |                 |                  |            | ㅆ   |
| SU       |         |      |                 |                  | ス         |      |
| T        | Τ       | Т    | ט, תּ, ת         | ﺕ ﺗ ﺘ ﺖ, ﻁ ﻃ ﻄ ﻂ |            | ㅌ   |
| TA       |         |      |                 |                  | タ         |      |
| TE       |         |      |                 |                  | テ         |      |
| TH       | Θ       |      |                 | ﺙ ﺛ ﺜ ﺚ          |            |      |
| TO       |         |      |                 |                  | ト         |      |
| TS       |         | Ц    | צ (final ץ )    |                  |            |      |
| TSU      |         |      |                 |                  | ツ         |      |
| TT       |         |      |                 |                  |            | ㄸ   |
| U        |         | У    | , וֻּ             | دُ                | ウ         |      |
| UW       |         |      |                 | دُو               |            |      |
| V        | B       | В    | ב, ו, ו         |                  |            |      |
| W        |         |      |                 | ﻭ — ﻮ            |            |      |
| WA       |         |      |                 |                  | ワ         |      |
| WE       |         |      |                 |                  | ヱ         |      |
| WI       |         |      |                 |                  | ヰ         |      |
| WO       |         |      |                 |                  | ヲ         |      |
| X        | Ξ       |      |                 |                  |            |      |
| Y        |         | Й, Ы | י               | ﻱ ﻳ ﻴ ﻲ          |            |      |
| YA       |         | Я    |                 |                  | ヤ         |      |
| YE       |         | Е    |                 |                  |            |      |
| YO       |         | Ё    |                 |                  | ヨ         |      |
| YU       |         | Ю    |                 |                  | ユ         |      |
| Z        | Ζ       | З    | ז               | ﺯ — ﺰ, ﻅ ﻇ ﻈ ﻆ   |            |      |
| ZH       |         | Ж    |                 |                  |            |      |

## 外部連結
- 聯合國地名專家組－羅馬化系統工作組 （页面存档备份，存于）
- 美國國會圖書館－羅馬化列表 （页面存档备份，存于）（PDF文檔）
- Java羅馬化程式
- 尚有少量書籍附有羅馬化列表《ALA-LC Romanization Tables》Randall Barry (ed.), U.S. Library of Congress, 1997, ISBN 0844409405.
- Thomas T. Pederson's chart （页面存档备份，存于）